# Лессепс, Жан-Батист Бартелеми де
Жан-Батист Бартелеми де Лессепс (фр. Jean-Baptiste Barthélemy de Lesseps; 27 января 1766, Сет — 6 апреля 1834, Лиссабон) — французский дипломат и путешественник. Участник экспедиции Лаперуза, известный тем, что с депешами командира экспедиции проехал посуху от Петропавловска-Камчатского до Версаля. Автор книги о своём путешествии, ещё при его жизни переведённой на русский язык. Многолетний и многократный французский консул в Санкт-Петербурге и Кронштадте (в 1783—1812 годах, с перерывами). В 1812 году — назначенный Наполеоном комендант занятой французами Москвы. 
Дядя строителя Суэцкого канала Фердинанда де Лессепса.

## Биография
Родился в 1766 году. Сын Мартина де Лессепса (1730—1807), французского консула — сначала в Гамбурге, а в дальнейшем — в Санкт-Петербурге. Благодаря образованию и разъездам отца, с детства, кроме французского, знал также русский, немецкий и испанский языки. Детство провёл, по большей части, в Санкт-Петербурге. Для получения образования был отправлен отцом во Францию, где пять лет учился в иезуитском коллегиуме в Версале, после чего вернулся в Санкт-Петербург.
В 1783 году был назначен французским вице-консулом в Кронштадте. Французский посол, граф де Сегюр, однажды поручил ему доставить в Версаль важные депеши. В Версаль Лессепс прибыл в то время, когда полным ходом шла подготовка к экспедиции Лаперуза. В этой экспедиции Лессепс получил должность штатного переводчика с русского языка, сохранив при этом дипломатический статус французского вице-консула. Корабли экспедиции отплыли из французского Бреста 1 августа 1785 года. Навыки Лессепса как переводчика пригодились в то время, когда корабли Лаперуза следовали вдоль Тихоокеанского побережья России. 
Усталые после долгого перехода, моряки Лаперуза долго приводили свои корабли в порядок в русском порту Петропавловск-Камчатский. Сам Лаперуз тем временем был занят тем, что оформил и привёл в должный порядок журнал экспедиции, свои путевые заметки и составленные во время путешествия карты. Всё это он передал Лессепсу с тем, чтобы тот отвёз всё это из Петропавловска в Версаль сухим путём, тогда как сам Лаперуз отплыл из Петропавловска 7 октября 1787 года и повернул свои корабли на юг, к побережью Австралии, чтобы пронаблюдать за действиями англичан, пытавшихся в то время основать переселенческую колонию для каторжников в заливе Ботани-Бей.
Поскольку на Камчатке в то время (как и сегодня) практически не существовало дорог, Лессепсу пришлось ждать до весны 1788 года, чтобы выдвинуться в сторону Петербурга. Его путешествие заняло много дней, причём часть пути Лессепсу пришлось ехать на оленьих и собачьих упряжках. От Иркутска дело пошло чуть легче: стало возможно передвигаться в повозке и форсировать реки на лодках. Путь только от Иркутска до Санкт-Петербурга занял около 40 дней. 
В конечном итоге, Лессепс добрался до Версаля 17 октября 1788 года, через год и десять дней после того, как Лаперуз поручил ему это в Петропавловске. В конечном итоге, он стал единственным выжившим участником экспедиции, так как корабли Лаперуза пропали в море, и даже место их крушения не было известно долгое время. 
На современников, в том числе в России, его путешествие произвело большое впечатление. Свои приключения он описал в книге, ещё при его жизни переведённой на русский язык (полный текст в общественном достоянии).
Из Версаля Лессепс планировал практически сразу вернутся в Кронштадт, чтобы вновь приступить к своим обязанностям вице-консула, однако, революционные события во Франции помешали ему это сделать. В 1792 году он был назначен консулом Франции в Санкт-Петербурге, вместо своего отозванного на родину отца, однако разрыв дипломатических отношений помешал ему занять эту должность: Лессепс проживал в Париже и числился консулом. 
В 1790-х годов  Лессепс был включён в состав французского посольства в Константинополе вместе со своим тестем Пьером Рюффеном, бывшим французским консулом в Крыму. Когда армия генерала Бонапарта вторглась в Египет, Лессепс, вместе с женой, детьми и другими французами, находившимися в городе, был заключён в тюрьму в Константинополе, где провёл около трёх лет. 
Французские пленники были освобождены только в 1801 году, после окончательной эвакуации французов из Египта. Вернувшись в Париж, Лессепс встретился там с Бонапартом, который вновь назначил его консулом в Санкт-Петербурге. Уже в 1802 году Лессепсу  удалось заключить выгодный контракт о поставках древесины для нужд французского флота. В связи с событиями войны 1805 года и Аустерлицкого сражения Лессепс был вынужден покинуть Санкт-Петербург. После заключения Тильзитского мира он снова вернулся туда, но в 1812 году ему снова пришлось уехать. Лессепс морем через Кронштадт отправился в Данциг, где оставил жену и детей, а сам, по вызову Наполеона, через Вильно выехал в Москву, где Наполеон назначил его комендантом города. В Москве Лессепс пытался навести некое подобие порядка, организовать муниципалитет и полицию. Москву Лессепс покинул одним из последних — вместе с войсками маршала Мортье. Он воссоединился со своей семьёй в Данциге и вместе с супругой и детьми выехал в Париж. 
После Реставрации Бурбонов, Лессепс, который служил дипломатом ещё со времён Старого Порядка, и к тому же имел благородное происхождение, был назначен генеральным консулом в Лиссабоне, где провёл последние годы жизни. 
От брака с Розой Рюффен Лессепс имел 12 детей. Его племянником был Фердинанд де Лессепс, строитель Суэцкого и зачинатель строительства Панамского канала.